# Johan von der Burg
Johan Fredrik von der Burg, född 1683, död 4 januari 1763 i Linköping, var en rådman i Linköpings stad.

## Biografi
Burg blev senast 1715 rådman i Linköping. Burg avled 4 januari 1763 i Linköping av ålderdom.

### Familj
Burg gifte sig 4 januari 1715 i Linköping med Maria Schonberg. De fick tillsammans fick barnen Greta Maja, Hedevig (1723–1776), Hieronymus och Samuel.